# Defluviitalea
Defluviitalea ist eine Gattung von Bakterien. Die beschriebenen Arten (Stand Juli 2024) benötigen hohe Temperaturen für das Wachstum, sie sind thermophil („wärmeliebend“). So zeigt sich Wachstum bei Temperaturen zwischen 40 und 60 °C. Zur Energiegewinnung führen sie die Gärung durch. Als Kohlenstoffquelle können u. a. verschiedene Zucker genutzt werden.
Defluviitalea ist die einzige Art der Familie Defluviitaleaceae der Abteilung Bacillota.

## Merkmale
Die Zellen von Arten der Defluviitalea sind stäbchenförmig und liegen einzeln oder in Paaren vor. Die Arten sind unbeweglich.
Es können Sporen gebildet werden, die endständig an von bis 50 μm langen Zellen liegen. Der Gram-Test verläuft Gram-positiv oder auch negativ, elektronenmikroskopisch sieht man eine Zellwand, die aus drei Schichten besteht.

## Stoffwechsel
Der Stoffwechsel ist die Fermentation (Gärung). Thiosulfat, Sulfat, Sulfit, elementarer Schwefel, Nitrat und Nitrit werden nicht genutzt.
Alle bis 2023 beschriebene Arten von Defluviitalea benötigen Hefeextrakt zum Wachstum. Die verwendeten Zucker hängen von der jeweiligen Art ab, hierzu zählen Cellobiose, Fruktose, Glukose, Mannose, Maltose, Mannit, Saccharose, Xylose und andere. Kein Wachstum erfolgt bei z. B. Acetat, Pyruvat, Lactat, Pepton, Glycerol, Rhamnose, Casaminosäure.
Die Arten von Defluviitalea sind thermophil („hitzeliebend“), sie benötigen hohe Temperaturen für das Wachstum. So zeigt Druviitalea raffinosedens optimales Wachstum bei 50–55 °C. Es toleriert Temperaturen von 40–60 °C.
D. saccharophila ist resistent gegen Erhitzung auf 100 °C für 10 und 20 Minuten.
Es folgt eine Tabelle mit einigen Merkmalen:
|                              | Defluviitalea raffinosedens                                                                                               | Defluviitalea saccharophila                          | “Defluviitalea paphyphila”                                             |
| ---------------------------- | --- | ---------------------------------------------------- | ---------------------------------------------------------------------- |
| Optimale Temperatur          | 50–55 °C | 50–55 °C                                             | 55–60 °C                                                               |
| Tolerierte Temperaturen      | 40–60 °C | 45–60 °C                                             | 45–60 °C                                                               |
| Optimaler pH-Wert            | 7,5 | 7–7,5                                                | 7,5                                                                    |
| Optimale NaCl-Werte (%)      | 0 | 0,5                                                  | 3                                                                      |
| Einige genutzte Nährstoffe   | Arabinose, Cellobiose, Fructose, Galactose, Glucose, Lactose, Mannose, Maltose, Raffinose, Ribose, Saccharose und Xylose. | Glucose, Xylose, Saccharose, Cellobiose und Mannitol | Ribose, Fructose, Glucose, Mannitol, Cellobiose, Laminarin und Alginat |
| Endprodukte der Fermentation | Ethanol, Lactat, Acetat, Propionat, Butyrat, Valerat, H2 und CO2                                                          | Acetat, Format, Butyrat, Isobutyrat, H2 und CO2      | Acetat und Ethanol                                                     |
| G + C content (mol%)         | 36.6 | 35.2                                                 | 28                                                                     |

## Systematik
Die erstbeschriebene Art ist Defluviitalea saccharophila, sie wurde von Linda Jabari und Mitarbeitern 2012 beschrieben.
Die Gattung Defluviitalea zählt zu der ebenfalls 2012 neu aufgestellten Biologie der Defluviitaleaceae innerhalb der Klasse Clostridia. Sie ist die einzige Art dieser Familie.
Nahe phylogenetische Nachbarn sind z. B. Vallitalea und Mitglieder der Familie Lachnospiraceae, einschließlich Parasporobacterium und Robinsoniella.
Der Name „Defluviitalea“ leitet sich vom lateinischen „defluvium“ (Abwasser) und „talea“ (Stab) ab, was auf ein stäbchenförmiges Bakterium im Abwasser hinweist.

## Ökologie
Die Arten von Defluviitalea sind thermophil, optimale Temperaturen für das Wachstum liegen ungefähr zwischen 50 und 60 °C. Defluviitalea saccharophila wurde aus einem anaeroben Aufstromfilter zur Behandlung von Schlachthofabwässern in Tunesien isoliert und die Erstbeschreibung von Defluviitalea raffinosedens stammt aus einem anaeroben Batch-Fermenter zur Behandlung von tierischem Dung und Reisstroh. Darüber hinaus wurde „Defluviitalea phaphyphila“ zwar beschrieben, aber noch nicht gültig veröffentlicht. Die Art wurde aus einer Braunalgen abbauenden Gemeinschaft von Bakterien aus dem Gelben Meer in China isoliert.
Weitere Stämme von Defluviitalea wurde durch eine Analyse der 16S-RNA-Gensequenzvielfalt in Biogasanlagen und in einer Anlage zur Umwandlung von Braunalgen-Biomasse für die Herstellung von Biokraftstoffen nachgewiesen.
Die anaerobe Vergärung ist eine Methode der Abfallverwertung, die darauf abzielt, die gefährlichen Auswirkungen von Abfällen auf die Biosphäre zu verringern. Sie umfasst komplexe biochemische Prozesse, die von verschiedenen anaeroben Mikroorganismen angetrieben werden und zur Zersetzung komplexer organischer Stoffe in einfache Verbindungen (hauptsächlich Methan und CO2) führen. Es ist bekannt, dass Arten der Ordnung Clostridiales, wozu auch Defluviitalea gehört, zu den häufigsten abbauenden Bakterien in anaeroben Bioreaktoren zählen. Beispielgattungen sind Clostridium, Acetivibrio, Selenomonas und Ruminococcus. Innerhalb der Probe vom anaeroben Batch-Fermenter, wo Defluviitalea raffinosedens isoliert wurde, waren Clostridium, Gracilibacter, Sedimentibacter und nicht kultivierte Firmicutes die vorherrschenden Bakterien.

Strukturformel Alginsäure

Bei „D. phaphyphila“ wurde die Bildung von vier verschiedenen Alginatlyasen entdeckt. Diese Enzyme ermöglichen den Abbau des von Braunalgen gebildeten Polysaccharid Alginat. Diese Verbindung wird von den Algen als Bestandteil der Zellwände gebildet, es sorgt für die Festigkeit und Struktur. „D. phaphyphila“ nutzt die Enzyme, um die langen Ketten in kleinere Oligosaccharide zu zerlegen und somit für den Nährstofferwerb und die Energiegewinnung zu nutzen. Die von „D. phaphyphila“ gebildeten Enzyme stellen eine neu entdeckte Klasse der Alginatlyasen dar und hat das Wissen über diese Enzymklasse erweitert. Alginatlyasen werden in verschiedenen Industriezweigen, wie der Lebensmittel- und der pharmazeutischen Industrie, eingesetzt.